# Daniela Caracas
Daniela Caracas (Cali, 25 de abril de 1997) es una futbolista colombiana, juega como defensa y su equipo actual es el RCD Espanyol de la Primera División de España, también es internacional con la Selección de Colombia.

## Clubes

### Atlético Huila
Hace parte del Atlético Huila. En 2017 disputó la primera Liga profesional femenina de Colombia, torneo donde logró llegar a la final.
En 2018 logra el título de la Liga Femenina enfrentando a Nacional. Además, el Huila logró un cupo para la Copa Libertadores, donde logró el título continental contra Santos.

### EDF Logroño
Desde el año 2020 formó parte del EDF Logroño de España que participaba en la Primera División Femenina de España y que llegó hasta semifinales de la Supercopa de España de fútbol femenino 2021 la cual ella jugó.

## Selección femenina de fútbol de Colombia

### Categoría Mayores
Participó con la selección Colombia en la Copa América Femenina 2018. También disputó los Juegos Sudamericanos de 2018 disputados en Cochabamba, en los Juegos Panamericanos de 2019 disputados en Perú obteniendo la medalla de oro.
El 3 de julio de 2022 es convocada por el técnico Nelson Abadía para la Copa América Femenina 2022 que se realizó en Colombia.
En julio de 2023 se desató una polémica cuando, tras suspenderse a los 20 minutos un amistoso ante Irlanda debido a que el partido se había vuelto "demasiado físico", la defensora tricolor se refirió a las irlandesas como "unas nenas", continuando con la frase "que coman mierda". En el encuentro Denise O'Sullivan sufrió una lesión y debió ser enviada a un hospital.

### Participaciones en Copa América
| Copa                       | Sede     | Resultado     | Partidos | Goles |
| -------------------------- | -------- | ------------- | -------- | ----- |
| Copa América Femenina 2022 | Colombia | Subcampeonato |          |       |

## Clubes
| Club           | País     | Temporadas    |
| -------------- | -------- | ------------- |
| Atlético Huila | Colombia | 2017-2019     |
| EDF Logroño    | España   | 2019-2020     |
| RCD Espanyol   | España   | 2021-presente |

## Palmarés

### Títulos nacionales
| Título                       | Club           | País     | Año  |
| ---------------------------- | -------------- | -------- | ---- |
| Liga Profesional de Colombia | Atlético Huila | Colombia | 2018 |

### Títulos internacionales
| Título               | Equipo                                | Sede     | Año  |
| -------------------- | ------------------------------------- | -------- | ---- |
| Juegos Bolivarianos  | Selección femenina Sub-20 de Colombia | Colombia | 2017 |
| Copa Libertadores    | Atlético Huila                        | Colombia | 2018 |
| Juegos Panamericanos | Selección femenina de Colombia        | Perú     | 2019 |